# Gevær M/95
Gevær M/95 er det danske forsvars infanterivåben. Geværet er af det canadiske mærke Diemaco, senere Colt Canada, og har oprindeligt betegnelsen C7A1. Geværet benytter ammunitionen 5.56 x 45 mm NATO.
Det danske forsvar har ud over dette våben Gevær M/10, Karabin M/96 samt LSV M/04, der er i samme familie.
Nyeste medlem i M/95 familien er M/95-11, bestående af løbet fra M/95 og udtrækskolben fra M/96 Karabin. Det er lavet til skytter, som kan have problemer med at håndtere den almindelige M/95 som følge af for kort armlængde.
Den 4. januar 2009 mistede Hæren et antal håndvåben inklusive M/95- og M/96-geværer til væbnede røvere, som overmandede vagten på Antvorskov Kaserne. Efter at en indledende efterforskning tilvejebragte en del af våbnene, manglede der 25. marts 2009 stadig 19 M/95- og 45 M/96-geværer samt 38 andre håndvåben. Politiet fandt de sidste 40 våben fra røveriet i Brøndby 22. november 2011.
Den 16. februar 2015 meddelte politiet, at det var et gevær M/95, der to dage før blev anvendt under terrorangrebet på kulturhuset Krudttønden i København. Den 18. februar 2015 meddelte Københavns Politi, at gerningsvåbenet til skudattentatet mod kulturhuset Krudttønden var et stjålet og efterlyst hjemmeværnsvåben.

## Sammenligning af modellerne
| Model                   | Gv M/95 | GV M/96 Karabin | GV M/10 | LSV M/04 |
| ----------------------- | ------- | --------------- | ------- | -------- |
| Vægt, kilo              | 3,2     | 2,98            | 3,7     | 5,42     |
| Længde, centimeter      | 100     | 84              | 89,2    | 101      |
| Pibelængde, centimeter  | 50,8    | 36,8            | 40,8    | 50,8     |
| Mundingshastighed, m/s  | 945     | 868             | 890     | 940      |
| Skudkadence, skud/minut | 700-900 | 750-950         | 750-950 | 600-725  |